# Церковь Рождества Пресвятой Богородицы (Вилково)
Церковь Рождества Пресвятой Богородицы — храм Киевской и вся Украины епархии (Украинской архиепископии) Русской православной старообрядческой церкви, расположенный в городе Вилково Одесской области Украины.

## История
Камышовая часовня в честь Покрова Пресвятой Богородицы возникла на месте нынешнего храма не позднее 1812 года. В 1840 году был издан императорский указ «О запрете колоколов в раскольнических часовнях», но для старообрядцев Измаильского уезда было сделано исключение и в 1841 году вилковская часовня получила разрешение властей на употребление колокольного звона. В 1849 году часовня сгорела. 28 апреля 1850 года император разрешает возобновить часовню «по уважению исключительного политического положения вилковских и некрасовских раскольников» и «не в пример другим раскольникам». В декабре 1853 года часовня сгорает вновь.
В 1855—1857 годах на месте сгоревшей часовни была построена деревянная церковь в честь Рождества Пресвятой Богородицы. Лес на строительство храма был срублен на острове Летя, с разрешения Садыка-паши. 8 сентября 1857 года храм освящён епископом Васлуйским Аркадием (Ивановым). В 1873 году возле храма сооружена колокольня. В 1897 году церковь была расширена и значительно перестроена.
В сентябре 1962 года распоряжением государственных органов церковь была официально закрыта и отдана под рыбный склад. Иконы и церковная утварь были перенесены в Никольскую церковь. В феврале 1980 года основная часть здания пострадала от пожара.
Возрождение церкви началось в 1990-е годы. 12 сентября 1993 года считается вторым рождением храма. Всенощным бдением 21 сентября 1993 года начато постоянное служение в церкви.
В ночь на 6 апреля 2017 года в церкви сгорела хозяйственная постройка.